# Guillaume Grou
Pour les articles homonymes, voir Grou (homonymie).
Guillaume Grou, né le 31 mars 1698 à Nantes et mort le 28 novembre 1774 dans la même ville, est un important négociant et armateur nantais du XVIIIe siècle, à la suite de son père Jean-Baptiste Grou. Il a joué un rôle très important dans la traite négrière à Nantes.

## Biographie

### Riche famille de négociants
Guillaume Grou naît à Nantes le 31 mars 1698. Son père Jean-Baptiste est un important armateur de la ville.
Guillaume fait un apprentissage à Amsterdam. Il rentre à Nantes en 1719.
La fortune familiale dépasse alors un million de livres, permettant à Guillaume d'acheter, pour 60 000 livres, une charge anoblissante de conseiller secrétaire du roi.
Il est associé aux activités de son père, qu'il poursuit après la mort de celui-ci, avec son frère Jean-Baptiste, né en 1708. Au total, de 1714 à 1765 la famille Grou finance 114 expéditions, plus de la moitié pour la traite négrière.
En 1740, Guillaume Grou possède 100 000 livres (l'équivalent de 1,13 million d'euros en 2025). Dix ans plus tard, sa fortune est estimée à 4 000 000 livres (soit 45 millions d'euros de 2025).
En 1741, il épouse Anne O'Shiell, fille de Luc O'Shiell et belle-sœur d'Antoine Walsh, un des fondateurs de la Société d'Angola. Il entre donc dans le milieu des Irlandais de Nantes, très actifs dans le grand commerce.

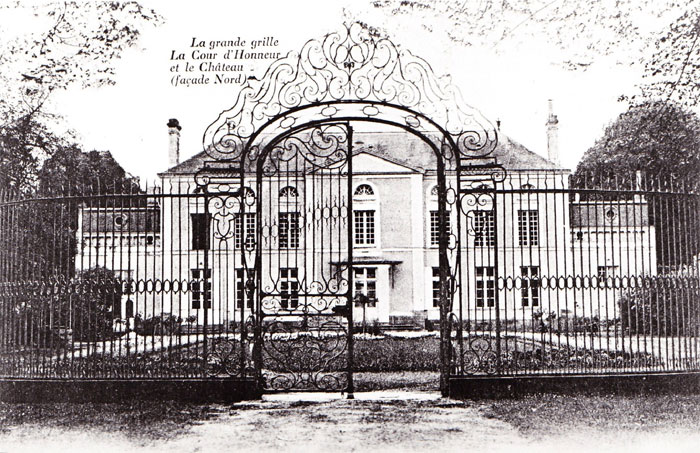
Le manoir de la Placelière.

À la mort de son beau-père en 1745, Anne, ses sœurs Agnès et Mary, ainsi que leur frère Luc Nicolas héritent du domaine de la Placelière à Château-Thébaud. Deux ans plus tard Guillaume Grou et Anne rachètent ce dernier. Le couple fera entièrement reconstruire le manoir en 1747-1748.

### Carrière commerciale
Il est administrateur des Hospices de Nantes depuis 1699, et ce jusqu'à son décès en 1774.
Il est négociant et armateur. Il joue ensuite un rôle important dans la croissance de la société Grou et Michel, fondée en 1748, deuxième plus important opérateur de la traite négrière en France après la Société d'Angola.
Entre 1748 et 1751, la nouvelle société Grou et Michel, dotée de capitaux supplémentaires, représente 21 % des expéditions négrières au départ de Nantes. La guerre de Sept Ans donne cependant un coup de frein à son activité.
Dans le tableau des expéditions dressé par Jean Mettas, spécialisé dans la traite des noirs au XVIIIe, on peut par exemple lire qu'en 1748 il arme un bateau qu'il nomme La Placelière, comme son manoir. Celui-ci part du port de Nantes le 26 septembre 1748, fait escale en Guinée le 6 décembre pour récupérer 332 noirs, débarque en Martinique le 2 juillet 1749 avec 311 captifs, avant un retour à Nantes le 4 novembre.
Il est élu consul des marchands en 1745, échevin en 1748 et juge-consul en 1755.
Il est membre de la Société d'agriculture, qui cherche à développer des méthodes tendant à rendre la production de la terre plus abondante et plus propre à alimenter le commerce.

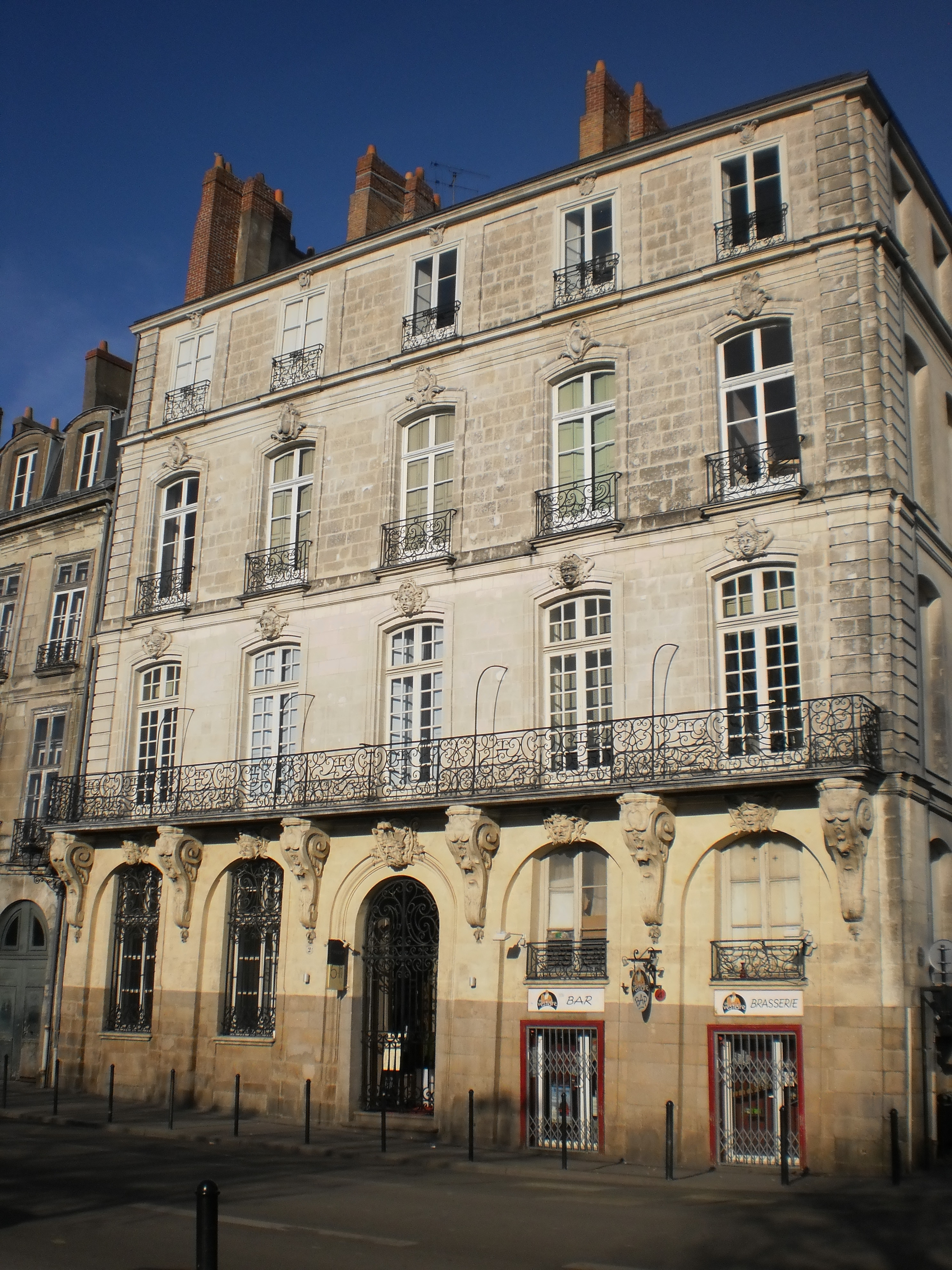
L'hôtel Grou à Nantes.

Il fait construire, entre 1747 et 1752, l'hôtel Grou sur l'île Feydeau. Ce bâtiment est en deux parties, un immeuble de rapport, ainsi qu'un hôtel particulier où Grou s'installe, ce qui occasionne un problème à son décès : il aurait souhaité être inhumé à Saint-Nicolas, comme toute sa famille, mais l'île Feydeau relève de Sainte-Croix ; s'appuyant sur un arrêt récent du Parlement imposant l'inhumation en fonction du lieu de résidence, le recteur de Sainte-Croix s'oppose au transfert. Guillaume Grou est de ce fait un des premiers inhumés du cimetière de la Bouteillerie, ouvert seulement le 25 octobre 1774, situé dans la paroisse Saint-Donatien. Son enterrement eut lieu de nuit, son cercueil précédé de 80 serviteurs noirs portant des flambeaux,. Ces individus n'étaient certainement pas des Noirs : en effet, la population noire de Nantes était alors estimable à environ 700 individus - chiffre minimal. Il est donc très peu probable, comme le rappelle l'historien Bernard Michon, qu'un nombre aussi considérable d'entre eux aient été réunis pour l'enterrement. Plus certainement, selon Tristan Gaston-Breton, ce cortège rassemble plutôt des laquais en livrées noires, ce qui peut toutefois être interprété comme une référence à un commerce que le milieu négrier ne considère en rien comme infamant. La source de la richesse de l'« oligarchie négrière » qui organise alors la traite nantaise est fréquemment rappelée par les manœuvres d'ostentation qui accompagnent et consolident l'enrichissement de ce groupe social, comme en témoignent les portraits des époux Deurboucq, représentés dans les années 1750 aux côtés d'esclaves noirs.

### Testament et héritage
Le testament de Guillaume Grou comportant des legs pour 14 serviteurs (7 de l'hôtel Grou et 7 autres serviteurs du manoir de la Placelière), ainsi qu'un leg pour 12 filles pauvres de Château-Thébaud, à condition de rester dans la paroisse.
Sa fortune s'élève à près de 4,5 millions de livres. Son testament comporte d'importants legs « en faveur de l'humanité » :
- 200 000 livres à l'Hôtel-Dieu et au Sanitat, destinées à la création d'un orphelinat à Nantes, afin d'accueillir des enfants qui jusqu'alors sont placés à l'Hôtel-Dieu après avoir été en nourrice ;
- 30 000 livres à l'Hôtel-Dieu, en contrepartie d'une messe hebdomadaire perpétuelle ;
- 10 000 livres au Sanitat, en contrepartie d'une messe mensuelle perpétuelle.

Ses affaires continueront sans s'interrompre car Anne O'Shiell, son épouse continuera de gérer toutes les entreprises familiales jusqu'à sa mort. Elle meurt 19 ans plus tard, le 30 juin 1793. En novembre, le comité révolutionnaire de Nantes confisque la totalité des biens de la famille, dans des circonstances controversées[réf. nécessaire].

## Hommages et critiques

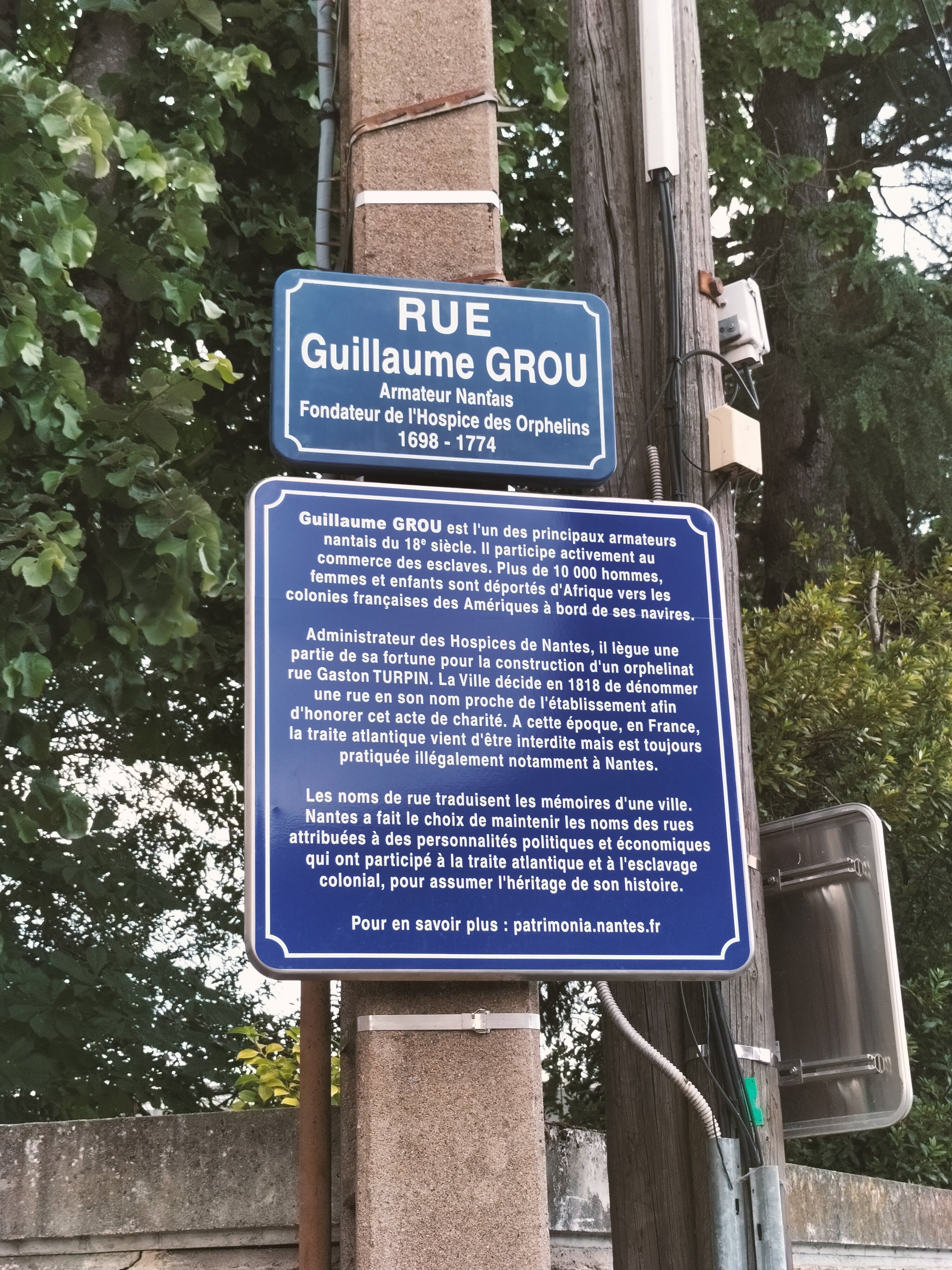
Plaque explicative installée en 2023.

La rue Guillaume-Grou située près du Jardin des Plantes à Nantes, lui rend hommage.
En 2009, l'association Mémoires & Partages, fondée par l'essayiste Karfa Diallo, lance une campagne publique intitulée « Débaptiser les rues de négriers ? ». Celle-ci vise à ouvrir le débat sur les rues honorant par leurs noms des négriers (armateurs ou esclavagistes) dans les cinq principaux ports négriers français : Nantes, La Rochelle, Le Havre, Bordeaux et Marseille. Dès le début, l'association Mémoires & Partages suggère, soit de rebaptiser les rues honorant des personnes ayant pris part à la traite, soit a minima d'apposer des plaques explicatives. La ville de Nantes, dans laquelle l'association a recensé une dizaine de rues parmi lesquelles se trouve la rue Guillaume Grou, avait donné son accord en 2018 pour les plaques explicatives, puis est revenue sur sa décision en 2020, avant de finalement accéder à cette demande en 2023.